# Rosa Riera
Rosa Riera fou una pintora i gravadora catalana, de la que no coneixem les dades de naixement ni de mort.
Companya del pintor postmodernista i després cubistitzant Eduard Egozcue, visqué amb ell a París almenys entre 1912 i 1914. Per les notícies recollides a la premsa parisenca i barcelonina, sembla que la parella va viatjar diverses vegades a Barcelona i probablement hi van exposar conjuntament. També va participar en exposicions col·lectives a París, com el Salon d'Automne o el Salon des Indépendants.
Autora de composicions naïves en la línia del duaner Rousseau, però amb un toc més agressiu, Guillaume Apollinaire i Josep Maria Junoy es van referir a ella en les seves crítiques. En destacaven la ingenuïtat, la fantasia i el simbolisme de les seves composicions que, segons ells, evocaven el primitivisme de Gauguin sense oblidar l'origen mediterrani de l'autora.
Els seus olis estan repartits per diverses col·leccions particulars. Juan Gris li va fer dos retrats cubistes a la mina de plom.
Practicà també la xilografia dins un estil proper a l'expressionisme alemany de l'època. Tres de les matrius xilogràfiques que es coneixen d'ella es conserven a la Biblioteca de Catalunya, que les va adquirir el 2007, i estan gravades per les dues cares. El mateix any la Biblioteca en va fer una estampació, de la mà del gravador Miquel Plana, per a una carpeta d'edició limitada.
L'any 1914 va fer alguna portada i dibuixos per a l'Almanach del setmanari satíric L'Esquella de la Torratxa.